# 希巴
希巴（英語：Jiba，/ˈhiːbə/ HEE-bə）是美国德克萨斯州考夫曼县的一个非建制地區。